# Riksdag
Riksdag (ve švédštině: riksdagen nebo Sveriges riksdag), Švédský parlament nebo také Švédský říšský sněm je nejvyšší zákonodárný orgán Švédska. Od roku 1971 je Riksdag jednokomorový zákonodárný sbor, který má 349 poslanců (riksdagsledamöter), zvolených poměrným volebním systémem. Od roku 1994 je funkční období poslanců čtyřleté.
Ústavní funkce Riksdagu jsou stanoveny v zákoně Regeringsformen (Pravidla výkonné moci) – jednom z prvních ústavních zákonů na světě z roku 1634 a vnitřní fungování parlamentu je blíže specifikováno v Riksdagsordningen (Zákonu o Riksdagu).
Sídlo Riksdagu je v budově parlamentu (švédsky: Riksdakshuset), na ostrově Helgeandsholmen v centrální části Stockholmu. Riksdag má své institucionální kořeny ve feudálním Shromáždění stavů, které se poprvé sešlo v roce 1435 v Arboge a v roce 1866, po reformách ústavního práva byl tento orgán přeměněn na dvoukomorový zákonodárný sbor s horní komorou (Första Kammaren) a dolní komorou (Andra Kammaren).
Poslední všeobecné volby se konaly v září 2022.

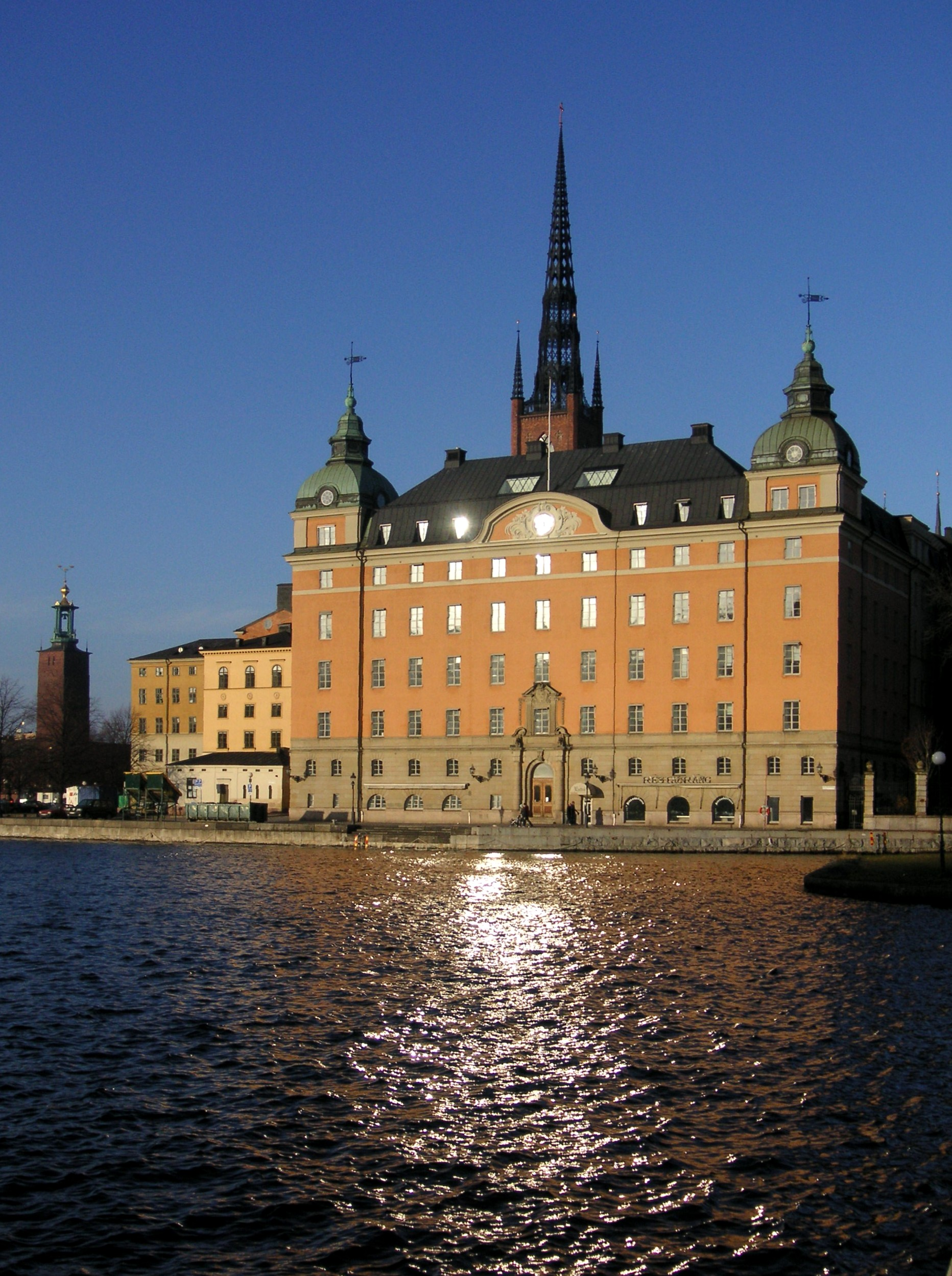
Původní budova parlamentu na Riddarholmen, kde Riksdag sídlil v letech 1833 až 1905

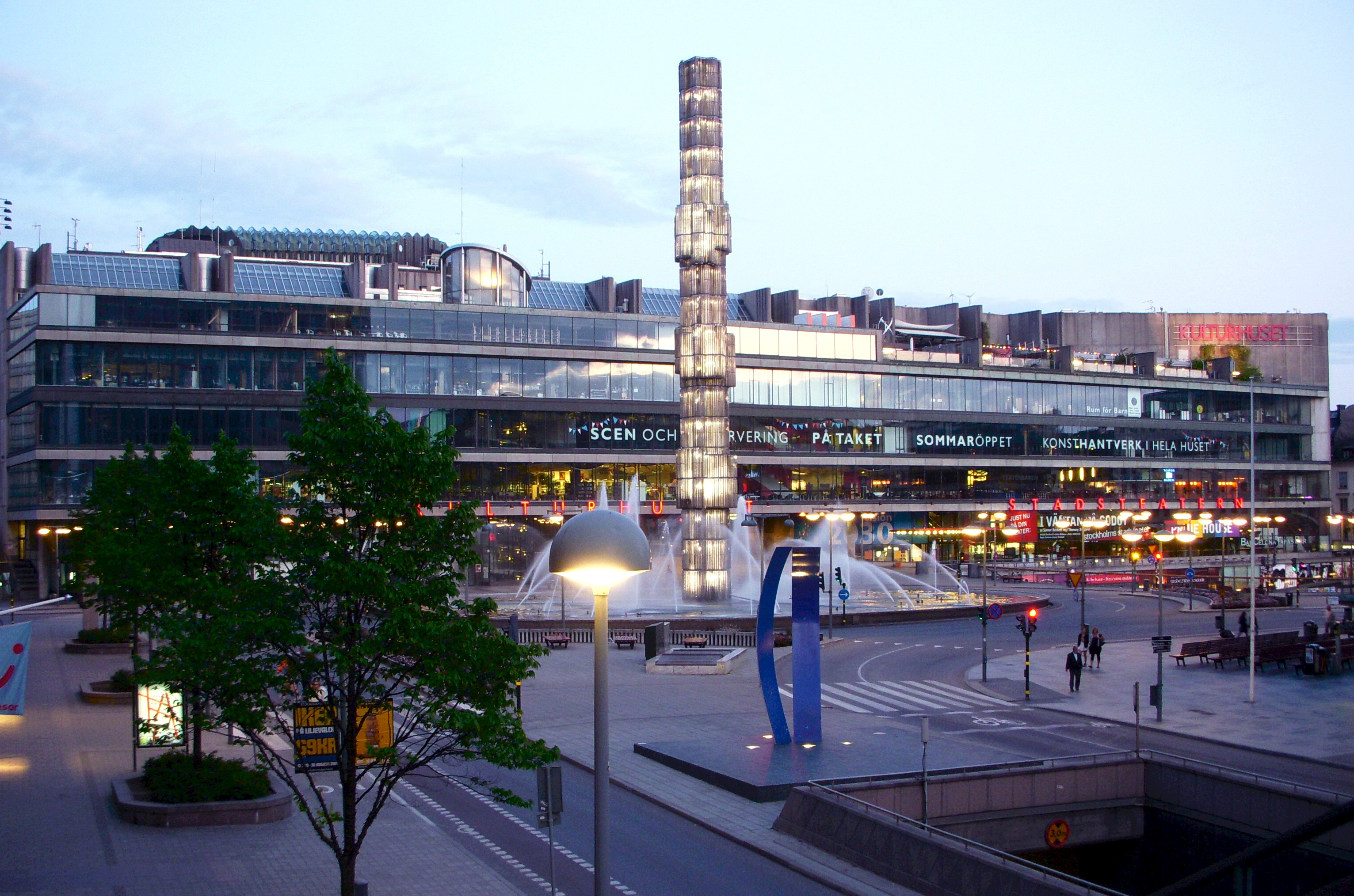
Kulturhuset v Sergels torg sloužil jako dočasné sídlo pro Riksdag v letech 1971 až 1983, zatímco budova Riksdag na Helgeandsholmen prošla rekonstrukcí

## Původ názvu
Švédské slovo riksdag (též je používána forma riksdagen) je obecný termín pro „sněm“, „parlament“ nebo „shromáždění“, ale obvykle se používá pouze pro švédské zákonodárné sbory a některé související instituce. Kromě švédského parlamentu se používá také pro finský parlament a estonský parlament (Riigikogu), jakož i pro historický německý Říšský sněm a dánský Rigsdagen. Ve švédském použití je slovo riksdagen používané obvykle s malým písmenem na začátku. Riksdag pochází z genitivu slova Rike, což znamená říše nebo království, a dag, což znamená sněm, shromáždění, nebo konference; německé slovo Reichstag a dánský Rigsdag jsou s tímto názvem příbuzné. Oxford anglický slovník sleduje použití termínu „Riksdag“ v angličtině ve významu švédského národního shromáždění od roku 1855.

## Dějiny

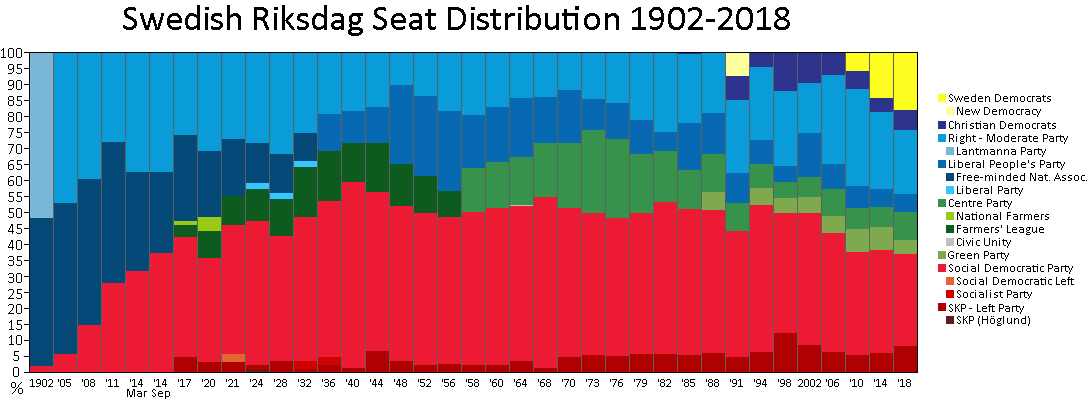
Historické rozdělení křesel ve švédském Riksdagu v letech 1902–2018

Kořeny moderního Riksdagu lze nalézt roku 1435 setkání švédské šlechty ve městě Arboga. Tato neformální organizace byla v roce 1527 pozměněna prvním moderním švédským králem Gustavem Vasou tak, aby zahrnovala zástupce ze všech čtyř společenských stavů: šlechtu, duchovenstvo, měšťany (obyvatele vlastnící majetek ve městech, jako jsou obchodníci atd.) a svobodné zemědělce. Tato forma zastoupení trvalo až do roku 1865, kdy bylo zrušeno zastoupení podle majetku a byl zřízen moderní dvoukomorový parlament. Ve skutečnosti se však v té době nestal Riksdag parlamentem v moderním smyslu, dokud nebyly v roce 1917 ve švédském politickém systému zavedeny parlamentní principy.
Dne 22. června 1866 Riksdag přistoupil ke své vlastní reformě a změnil se na dvoukomorový zákonodárný sbor, který se skládá z horní komory Första kammaren se 155 poslanci a dolní komory Andra kammaren s 233 poslanci. Horní komora byla volena nepřímo okresními a městskými radami, zatímco dolní komora byla volena přímo na základě všeobecných voleb. Tato reforma byla výsledkem velké nespokojenosti s původním stavem, kdy po změnách, které přinesly začátky průmyslové revoluce, nebyly v zákonodárném sboru zastoupeny velké segmenty obyvatelstva.
V roce 1970 došlo ke změně ústavního zákona a Riksdag se změnil na jednokomorové shromáždění s 350 křesly. Hned při následujících všeobecných volbách do jednokomorového Riksdagu v roce 1973 došlo k situaci, kdy vládu podporovalo 175 poslanců, zatímco opozice měla také 175 hlasů. V řadě případů pak následovalo vázané hlasování a konečné rozhodnutí muselo být určeno losem. Aby se zabránilo opakování této nestabilní situace, byl počet křesel v Riksdagu od roku 1976 snížen na 349.

## Pravomoci a struktura
Riksdag vykonává normální funkce zákonodárného sboru v parlamentní demokracii. Přijímá zákony, mění ústavu a jmenuje vládu. Podle nových Regeringsformen (Pravidel výkonné moci – jednoho ze čtyř základních ústavních zákonů), přijatých v roce 1974, byl tento úkol pověření sestavením vlády odebrán švédskému králi a byl dán předsedovi Riksdagu. K provedení změn ústavy podle nových Regeringsformen musí být změny schváleny dvakrát, ve dvou po sobě jdoucích volebních obdobích, mezi nimiž se konají pravidelné všeobecné volby.
V Riksdagu je 15 parlamentních výborů.

## Poslanci
V únoru 2013 tvořil podíl žen v Riksdagu 44,7 %. To byl čtvrtý nejvyšší podíl žen v národním zákonodárném sboru – za parlamenty Rwandy, Andorry a Kuby – druhý nejvyšší mezi rozvinutými zeměmi a mezi parlamentními demokraciemi. Po volbách v roce 2014 poklesl podíl žen mezi poslanci na 43,5%. Z politických stran měla po roce 2014 většinu žen pouze Levá strana (12 z 21).
Poslanci Riksdagu placeni na plný úvazek s platem 66 900 SEK (přibližně 7 400 $) měsíčně.
Podle průzkumu výzkumu socioložky Jenny Hanssonové mají členové Riksdagu průměrný pracovní týden 66 hodin, včetně vedlejších povinností. Výzkum dále uvádí, že průměrný poslanec spí 6,5 hodiny za noc.
|  |  |

## Vedení parlamentu
Vedení parlamentu se skládá z předsedy a tří místopředsedů. Jsou voleni na čtyřleté funkční období.

## Vláda
Po rozhovorech se zástupci různých politických skupin Riksdagu jmenuje předseda Riksdagu předsedu vlády (švédsky Statsminister – doslova ministr státu). O návrhu poté Riksdag hlasuje. Nominace je odmítnuta (což znamená, že předseda musí najít nového kandidáta), pouze pokud nadpoloviční většina členů (175 členů) hlasuje „proti“; jinak je potvrzena. To znamená, že Riksdag může souhlasit s předsedou vlády, aniž by byl odevzdán jediný hlas „pro“.
Poté, co byl zvolen, jmenuje předseda vlády jednotlivé ministry kabinetu a oznámí je Riksdagu. Nová vláda se ujímá funkce ve zvláštním zasedání, konaném v královském paláci před králem, Na tomto zasedání předseda Riksdagu formálně oznamuje králi, že Riksdag zvolil nového předsedu vlády a že předseda vlády si vybral své ministry kabinetu.
Riksdag může vyslovit nedůvěru každému jednotlivému ministrovi vlády (švédsky: Statsråd) a tím ho donutit k rezignaci. Aby bylo vyslovení nedůvěry úspěšné, musí být podpořeno absolutní většinou (175) poslanců.
Je-li vyslovena nedůvěra předsedovi vlády, znamená to, že je odmítnuta celá vláda. Odmítnutá vláda má jeden týden na svolání všeobecných voleb, jinak začne znovu postup jmenování nového předsedy vlády.

## Strany
Politické strany jsou ve Švédsku silné, přičemž členové Riksdagu většinou podporují své strany v hlasování.
Od roku 1968 nezískala v Riksdagu žádná strana parlamentní většinu. Politické strany s podobnými programy následně spolupracují v několika otázkách, vytvářejí koaliční vlády nebo jiné formalizované spojenectví. Do roku 2019 existovaly v parlamentu dva hlavní bloky, socialistický Červeno-zelený blok a konzervativní Aliance pro Švédsko. Aliance – složená z Mírné strany, Liberálů, Strany středu a Křesťanských demokratů – ovládala Švédsko od roku 2006 do roku 2014 (po roce 2010 prostřednictvím menšinové vlády). Červeno-zelený blok byl formálně rozpustěn 26. října 2010, ale až do voleb v roce 2014 byla nadále považován za hlavní opozici, po níž Sociálně demokratická strana a Zelená strana vytvořili vládu s podporou Levé strany. V roce 2019, po volbách v roce 2018, v nichž ani jeden z bloků nezískal většinu křesel, vytvořili Sociální demokraté a Zelená strana vládu s podporou Liberálů a Strany středu, čímž narušili tradiční pravicovou alianci. V březnu 2019 Křesťanští demokraté a Umírněná strana naznačili ochotu hovořit se Švédskými demokraty.
| Strana                       | Vůdci                       | Křesla | Podíl (%) |
| ---------------------------- | --------------------------- | ------ | --------- |
| Sociálně demokratická strana | Stefan Löfven               | 100    | 28,7      |
| Mírná strana                 | Ulf Kristersson             | 70     | 20,1      |
| Švédští demokraté            | Jimmie Åkesson              | 62     | 17,8      |
| Strana středu                | Annie Lööfová               | 31     | 8,9       |
| Levá strana                  | Nooshi Dadgostarová         | 28     | 8,0       |
| Křesťanští demokraté         | Ebba Buschová Thorová       | 22     | 6,3       |
| Liberálové                   | Nyamko Sabuni               | 19     | 5,4       |
| Zelená strana                | Isabella Lövin / Per Bolund | 16     | 4,6       |
| Nezávislý                    |                             | 1      | 0,3       |
| Celkový                      | Celkový                     | 349    | 100       |

## Volby

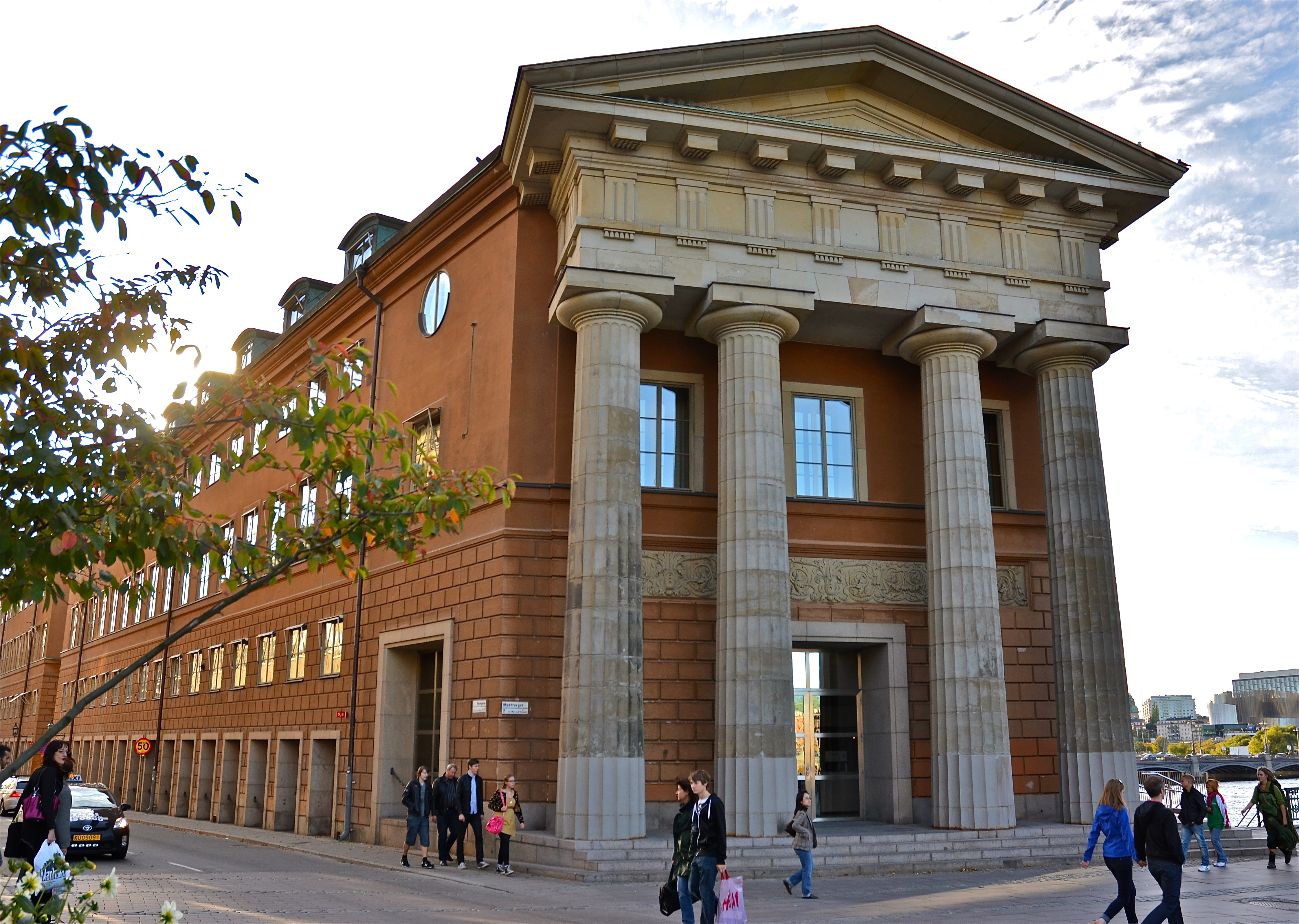
Kanceláře parlamentu jsou umístěny v několika budovách, včetně bývalé královské mincovny na náměstí Mynttorget

Ve všeobecných volbách konaných každé čtyři roky je voleno všech 349 členů Riksdagu. Všichni švédští občané, kteří dovrší 18 let nejpozději v den voleb, mají právo volit a kandidovat ve volbách. Aby strana vstoupila do Riksdagu, je musí ve volbách získala minimálně 4 procenta hlasů na celonárodní úrovni, případně 12 a více procent v rámci volebního obvodu. Ve volbách jsou zároveň zvoleni i náhradníci, takže doplňovací volby jsou vzácné.

### Volební obvody a rozdělení křesel
Ve Švédsku je poměrný volební systém. Z 349 křesel v jednokomorovém Riksdagu je 310 rozděleno do 29 vícemandátních volebních obvodů, přičemž počet křesel pro každý obvod je dán poměrem počtu voličů v daném volebním obvodu. Zbývajících 39 „přerozdělovacích“ křesel se používá k opravě odchylek od proporcionálního národního rozdělení, ke kterým může dojít při přidělování křesel ve stálých volebních obvodech. V systému existuje omezení, které znamená, že na přerozdělování křesel se podílí pouze ta strana, která získala alespoň čtyři procenta hlasů v celé zemi. Strana, která získala alespoň dvanáct procent hlasů ve volebním obvodu, se však podílí na rozdělení křesel v daném volebním obvodu. 

### Výsledky voleb za rok 2018
|                                                         |    |           |       |        |     |  |
| Strana                                                  |    | Hlasů     | %     | Křesel | +/− |  |
| Sociální demokraté                                      | S  | 1,830,386 | 28.26 | 100    | −13 |  |
| Umírněná strana                                         | M  | 1,284,698 | 19.84 | 70     | −14 |  |
| Švédští demokraté                                       | SD | 1,135,627 | 17.53 | 62     | +13 |  |
| Strana středu                                           | C  | 557,500   | 8.61  | 31     | +9  |  |
| Levicová strana                                         | V  | 518,454   | 8.00  | 28     | +7  |  |
| Křesťanští demokraté                                    | KD | 409,478   | 6.32  | 22     | +6  |  |
| Liberální lidová stana                                  | L  | 355,546   | 5.49  | 20     | +1  |  |
| Strana zelených                                         | MP | 285,899   | 4.41  | 16     | −9  |  |
|                                                         |    |           |       |        |     |  |
| Zdroj: VAL Archivováno 17. 12. 2018 na Wayback Machine. |    |           |       |        |     |  |

### Hlavní bloky
|                                                         |                                      |                                      |           |       |        |     |
| Aliance                                                 | Aliance                              | Aliance                              | Hlasování | %     | Křesla | +/− |
|                                                         | Červeno-zelený blok (S + MP + V)     | Červeno-zelený blok (S + MP + V)     | 2,634,739 | 40,68 | 144    | −15 |
|                                                         | Aliance pro Švédsko (M + C + L + KD) | Aliance pro Švédsko (M + C + L + KD) | 2,607,222 | 40,26 | 143    | +2  |
|                                                         | Švédští demokraté (SD)               | Švédští demokraté (SD)               | 1,135,627 | 17,53 | 62     | +13 |
| Zdroj: VAL Archivováno 17. 12. 2018 na Wayback Machine. |                                      |                                      |           |       |        |     |